# Aiouea vexatrix
Aiouea vexatrix är en lagerväxtart som beskrevs av H. van der Werff. Aiouea vexatrix ingår i släktet Aiouea och familjen lagerväxter. Inga underarter finns listade i Catalogue of Life.